# 1300 Marcelle
Marcelle (asteróide 1300) é um asteróide da cintura principal com um diâmetro de 27,84 quilómetros, a 2,7565112 UA. Possui uma excentricidade de 0,0091303 e um período orbital de 1 694,75 dias (4,64 anos).
Marcelle tem uma velocidade orbital média de 17,8575197 km/s e uma inclinação de 9,53799º.
Esse asteróide foi descoberto em 10 de Fevereiro de 1934 por Guy Reiss.